# Era una gioia appiccare il fuoco (singolo)
Era una gioia appiccare il fuoco è un singolo di Roberto Tardito, pubblicato nel 2014 come primo estratto dall'album Era una gioia appiccare il fuoco.

## Tracce
1. Era una gioia appiccare il fuoco – 3:06 (Roberto Tardito)

## Formazione
- Fabrizio Barale – chitarre elettriche, chitarre acustiche
- Claudio Fossati – batteria
- Riccardo Galardini – charango
- Max Gelsi – basso elettrico
- Guido Guglielminetti – basso elettrico
- Simone Lombardo – cornamusa
- Roberto Tardito – voce, organo hammond, Prophet, CS-80, chitarre classiche, bodhran, sonorizzazioni